# Împământare

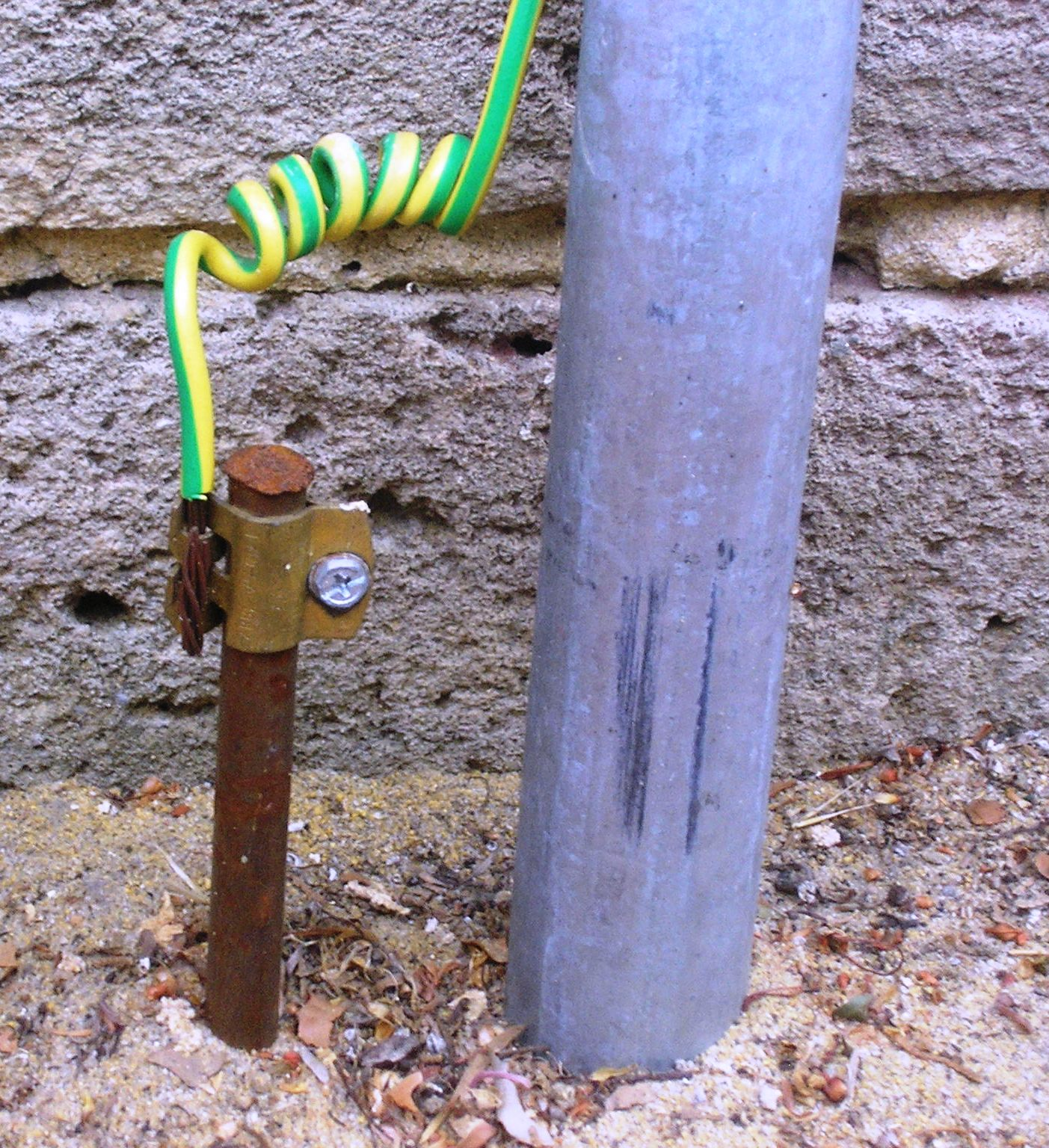
Un electrod tipic de legare la pământ (stânga; din țeava gri), constând dintr-o tijă condusă în pământ, la o casă din Australia. Majoritatea codurilor electrice specifică faptul că izolarea pe conductoarele de împământare de protecție trebuie să fie o culoare distinctivă (sau o combinație de culori) care nu este utilizată în alte scopuri.

În electrotehnică, împământarea sau pământarea este punctul de referință al unui circuit electric din care sunt măsurate tensiunile, o cale comună de întoarcere a curentului electric sau o conexiune fizică directă la pământ.
Circuitele electrice pot fi conectate la masă (pământ) din mai multe motive. Piesele metalice expuse ale echipamentelor electrice sunt conectate la masă, astfel încât defecțiunile izolării interne vor declanșa mecanisme de protecție, cum ar fi siguranțele sau întrerupătoarele din circuit pentru a elimina puterea din dispozitiv. Acest lucru asigură că părțile expuse nu pot avea niciodată o tensiune periculoasă în ceea ce privește solul, ceea ce ar putea provoca șocuri electrice dacă o persoană împământată le-ar atinge. În sistemele de distribuție a energiei electrice, un conductor de protecție la pământ (PE) este o parte esențială a siguranței oferite de sistemul de legare la pământ.
Conexiunea la pământare limitează, de asemenea, acumularea de energie electrică statică la manipularea produselor inflamabile sau a dispozitivelor sensibile la electrostatic. În unele circuite de transmisie a telegrafului și a puterii, pământul în sine poate fi utilizat ca un singur conductor al circuitului, economisind costul instalării unui conductor de întoarcere separat (a se vedea întoarcerea cu un singur fir).
În scopuri de măsurare, Pământul servește ca o referință (rezonabil) a potențialului constant față de care pot fi măsurate alte potențiale. Un sistem de împământare electrică ar trebui să aibă o capacitate adecvată de transport a curentului care să servească drept un nivel de referință zero corespunzător. În teoria circuitelor electronice, un „sol” este idealizat de obicei ca sursă infinită sau de disipare pentru încărcare, care poate absorbi o cantitate nelimitată de curent fără a-și modifica potențialul. În cazul în care o conexiune la sol reală are o rezistență semnificativă, aproximarea potențialului zero nu mai este valabilă. Vor apărea tensiuni reduse sau efecte potențiale de creștere a pământului, care pot crea zgomot în semnale sau pot produce un pericol de electrocutare dacă este suficient de mare.